# Vergine giurata
Vergine giurata (no Brasil, Virgem Juramentada) é um filme de drama italiano de 2015 dirigido e escrito por Laura Bispuri e Elvira Dones. Estrelado por Alba Rohrwacher e Flonja Kodheli, estreou no Festival Internacional de Cinema de Berlim em 12 de fevereiro de 2015.

## Elenco
- Alba Rohrwacher
- Flonja Kodheli
- Lars Eidinger
- Emily Ferratello
- Luan Jaha